# Sven Ingvar (författare)
Sven Arvid Ingvar, född 7 januari 1919 i Karlstad, död 21 april 2010 i Stenungsund var en svensk barn- och ungdomsförfattare. 
Ingvar var son till kassören Albert Ingvar och makan Signe. Han avlade folkskollärarexamen 1942 och studentexamen 1945. Han var verksam som folkskollärare i Stockholm. Han debuterade 1947 med Det spökar ombord.